# Vicariato apostolico di Derna
Il vicariato apostolico di Derna (in latino Vicariatus Apostolicus Dernensis) è una sede della Chiesa cattolica in Libia immediatamente soggetta alla Santa Sede. La sede è vacante.

## Territorio
Il vicariato apostolico comprende il territorio dell'ex provincia di Derna.

## Storia
Il vicariato apostolico è stato eretto il 22 giugno 1939 con la bolla Quo Evangelicae di papa Pio XII, ricavandone il territorio dal vicariato apostolico della Cirenaica, che contestualmente ha assunto il nome di vicariato apostolico di Bengasi.
Dal 1951 è amministrato dal vicario apostolico di Bengasi.

## Cronotassi dei vescovi
Si omettono i periodi di sede vacante non superiori ai 2 anni o non storicamente accertati.
- Giovanni Lucato, S.D.B. † (13 settembre 1939 - 21 giugno 1948 nominato vescovo di Isernia e Venafro)
  - Sede vacante
  - Sede amministrata dai vicari apostolici di Bengasi dal 1951

## Statistiche
Il vicariato apostolico nel 1966 contava su una popolazione di 100.000 persone 500 battezzati, corrispondenti allo 0,5% del totale. Per gli anni successivi, l'Annuario Pontificio include i dati statistici tra quelli del vicariato apostolico di Tripoli.
| anno | popolazione | popolazione | popolazione | presbiteri | presbiteri | presbiteri | presbiteri                | diaconi | religiosi | religiosi | parrocchie |
| anno | battezzati  | totale      | %           | numero     | secolari   | regolari   | battezzati per presbitero | diaconi | uomini    | donne     | parrocchie |
| ---- | ----------- | ----------- | ----------- | ---------- | ---------- | ---------- | ------------------------- | ------- | --------- | --------- | ---------- |
| 1950 | 150         | 100.000     | 0,1         | 3          |            | 3          | 50                        |         | 3         | 22        | 2          |
| 1966 | 500         | 100.000     | 0,5         | 4          |            | 4          | 125                       |         | 4         | 46        | 3          |